# Ferdinand 1. (Tysk-romerske rige)
 For alternative betydninger, se Ferdinand 1.. (Se også artikler, som begynder med Ferdinand 1.)
Ferdinand 1. (født 10. marts 1503, død 27. juli 1564) var tysk-romersk kejser og en af de habsburgske kejsere, som regerede Østrig, Tyskland, Bøhmen og Ungarn.

## Biografi
Ferdinand blev født i Madrid som søn af Filip den Smukke (1478–1506) og Johanne den Vanvittige (1479–1555).
Ferdinand var bror til Karl 5., som blev tysk-romersk kejser. Ferdinand fik i stedet herredømmet over de Habsburgske Arvelande (omtrent Østrig og Slovenien). Den 25. maj 1521 giftede han sig med Anne af Bøhmen (1503–1547) datter af kong Vladislav og Anne af Foix-Cambale. Han herskede hyppigt over kejserriget under sin brors fravær, og i 1531 blev han konge af romerne. Det gjorde ham til sin brors arving.
Efter Suleiman den Store havde besejret Ferdinands svoger kong Ludvig 2. af Bøhmen og Ungarn den 29. august 1526, blev Ferdinand den 24. oktober kåret som konge af Bøhmen, mens kongeriget Ungarn blev genstand for en dynastisk strid mellem habsburgerne og tilhængerne af adelsmanden Johan Zápolya. Begge parter blev støttet af en del af adelen. Derudover støttede Suleiman Zápolya, mens Ferdinand blev støttet af sin bror Karl. Ferdinand vandt kun anerkendelse i det vestlige Ungarn, mens Johan Zápolya vandt anerkendelse i Transsylvanien i Nordøstungarn og blev anerkendt som konge af Suleiman til gengæld for, at han var vasal af det osmanniske rige.
I 1529 lykkedes det for Ferdinand at drive Suleimans hær ud af hans hovedstad efter belejringen af Wien, selv om Ferdinand var flygtet fra Bøhmen. Først i 1533 underskrev Ferdinand en fredstraktat med det Osmanniske Rige. Den delte Ungarn op i en habsburgsk del i vest og en zápolyask del i øst.
Efter Karl 5.s abdikation herskede Ferdinand som kejser mellem 1556 og 1564 over den europæiske del af det tysk-romerske rige (Østrig, Bøhmen og dele af Tyskland). 
Karl accepterede, at hans søn Filip ikke indgik den tyske arvefølge; værdigheden gik til Ferdinands ældste søn Maximilian (1527–1576). 
Ferdinand og Anne fik andre børn:
- Ferdinand (1529–1595)
- Maria (1531–1581). Gemalinde til Hertug Vilhelm 3. af Kleve.
- Johanna (1547–1578)
- Anna (1528 – circa 1590)
- Karl (1540–1590)
- Elisabeth
- Catharine

Ferdinand døde i Wien og er begravet i Skt. Vitus-katedralen i Prag.

## Eksterne links
- Wikimedia Commons har flere filer relateret til Ferdinand 1. (Tysk-romerske rige)

| Ferdinand 1.Huset HabsburgFødt: 10. marts 1503 Død: 25. juli 1564 | |                                        |
| Titler som regent                                                 | |                                        |
| Foregående: Ludvig 2.                                             | Konge af Ungarn 1526-1564 med Johan Zápolya (1526–1540) med Johan 2. Zápolya (1540–1551 og 1556–1564) | Efterfølgende: Maximilian 2.           |
| Foregående: Ludvig 2.                                             | Konge af Bøhmen 1526-1564                                                                             | Efterfølgende: Maximilian 2.           |
| Foregående: Karl 5.                                               | Konge i Tyskland 1531-1564                                                                            | Efterfølgende: Maximilian 2.           |
| Foregående: Karl 5.                                               | Tysk-romersk kejser 1558–1564                                                                         | Efterfølgende: Maximilian 2.           |
| Foregående: Karl 5.                                               | Ærkehertug af Østrig 1556-1564                                                                        | Efterfølgende: Maximilian 2.           |
| Foregående: Karl 5.                                               | Regent af Steiermark, Kärnten og Krain 1556-1564                                                      | Efterfølgende: Ærkehertug Karl 2.      |
| Foregående: Karl 5.                                               | Regent af Tyrol og videre Østrig 1556-1564                                                            | Efterfølgende: Ærkehertug Ferdinand 2. |